# West Mansfield
West Mansfield és una població dels Estats Units a l'estat d'Ohio. Segons el cens del 2000 tenia 700 habitants.

## Demografia
Segons el cens del 2000, West Mansfield tenia 700 habitants, 276 habitatges, i 203 famílies. La densitat de població era de 329,6 habitants per km².
Dels 276 habitatges en un 31,9% hi vivien nens de menys de 18 anys, en un 58,3% hi vivien parelles casades, en un 12,3% dones solteres, i en un 26,1% no eren unitats familiars. En el 23,6% dels habitatges hi vivien persones soles l'11,2% de les quals corresponia a persones de 65 anys o més que vivien soles. El nombre mitjà de persones vivint en cada habitatge era de 2,54 i el nombre mitjà de persones que vivien en cada família era de 3,01.
Per edats la població es repartia de la següent manera: un 26,6% tenia menys de 18 anys, un 8,4% entre 18 i 24, un 29,6% entre 25 i 44, un 21,4% de 45 a 60 i un 14% 65 anys o més.
L'edat mediana era de 36 anys. Per cada 100 dones de 18 o més anys hi havia 88,3 homes.
La renda mediana per habitatge era de 41.731 $ i la renda mediana per família de 51.544 $. Els homes tenien una renda mediana de 35.250 $ mentre que les dones 22.143 $. La renda per capita de la població era de 18.353 $. Aproximadament el 2,5% de les famílies i el 3,4% de la població estaven per davall del llindar de pobresa.

## Poblacions més properes
El següent diagrama mostra les poblacions més properes.